# Grum
Graeme Shepherd, bedre kendt som Grum, er en house-producer fra Storbritannien.